# Ayant droit
 (mars 2023).
Si vous disposez d'ouvrages ou d'articles de référence ou si vous connaissez des sites web de qualité traitant du thème abordé ici, merci de compléter l'article en donnant les références utiles à sa vérifiabilité et en les liant à la section « Notes et références ».
L'ayant droit, écrit aussi ayant-droit, est une personne physique ou morale (société, association, fondation) détenant un droit du fait de son lien avec l'auteur. L'ayant droit (pl. ayants droit ou ayants droits), ou ayant cause, est donc une personne bénéficiant d'un droit en raison de sa situation juridique, fiscale, financière, ou d'un lien familial avec le bénéficiaire direct de ce droit.

## Par domaine
Ce terme est utilisé dans de nombreux domaines.
Quand on parle de copyright ou de droit d'auteur, à quelques exceptions près, l'exploitation d'une œuvre d'auteur est interdite sans l'autorisation de ses ayants droit. Par exemple, les héritiers, les sociétés de gestion des droits d'auteur ou les éditeurs sont des ayants droit. Le copyright confère deux types de droits, le droit moral qui protège les intérêts non économiques de l'auteur, et les droits patrimoniaux qui permettent à leur titulaire de percevoir une rémunération pour l'exploitation de ses œuvres par des tiers.
Pour la Sécurité sociale et la protection sociale, les ayants droit sont les membres de la famille du bénéficiaire de la prestation (conjoint et enfants). Il en est de même pour le droit des successions.
Ce terme peut aussi être utilisé pour désigner les personnes bénéficiant d'un droit d'usage sur un espace/un objet/une infrastructure dont la propriété est collective (par exemple le droit d'usage d'un espace communal par un administré de la commune).

## En droit québécois
En droit québécois, l'art. 1442  du Code civil du Québec dispose notamment que « Les droits des parties à un contrat sont transmis à leurs ayants cause à titre particulier s’ils constituent l’accessoire d’un bien qui leur est transmis ou s’ils lui sont intimement liés. ». L'art. 2912 C.c.Q. énonce par ailleurs que « L’ayant cause à titre particulier peut, pour compléter la prescription, joindre à sa possession celle de ses auteurs. L’ayant cause universel ou à titre universel continue la possession de son auteur ».
L'arrêt General Motors c. Kravitz est un arrêt de principe de la Cour suprême du Canada concernant la vente à des ayants cause à titre particulier. Se fondant sur la doctrine de Pothier, cette décision affirme que les ayants cause à titre particulier ont le bénéfice des stipulations relatives à la chose qu'ils acquièrent. Par conséquent, dans une action en vices cachés, un fabricant d'automobile qui vend une automobile à un concessionnaire ne peut pas plaider la règle de l'inopposabilité du contrat aux tiers lorsque la voiture a été achetée chez le concessionnaire plutôt que directement chez le fabricant. 